# Бандикут свиноногий
Бандикут свиноногий (Chaeropus ecaudatus) — представник родини Свиноногі бандикути загону Австралійські бандикути. На сьогодні вважається вимерлим.

## Опис
Бандикут свиноногий був описаний у 1836 році природознавцем Т. Мітчеллом. Тулуб завдовжки 20-23 см, хвіст — 10-11 см. Голова має форму, що нагадує широке горлечко великої пляшки. Вуха короткі, шкіра нагадує кролячу. Має стрункі ноги. На передніх — розвинуті тільки два пальці — другий та третій. Другий палець із сильним кігтем. Chaeropus ecaudatus має подвоєне копитце, як у свині, за це він і отримав свою назву.

## Спосіб життя
Живе у посушливих та напівпосушливих рівнинах. Активний уночі. Харчується рослиною їжею. Полюбляє чагарники, дуже часто використовує дупла в деревах.
Здебільшого будує гнізда з листя. Розмноження відбувається у травні — червні. Народжується два дитинча.
Основні вороги: лисиці, собаки. Значної втрати їх чисельності нанесла сільськогосподарська діяльність людини.

## Розповсюдження
Раніше жив скрізь по Австралії, окрім приморських районів. Втім з 1950-х років вважається вимерлим, хоча ще є надії, що невеличка популяція Chaeropus ecaudatus ще досі існує.